# Foro Penal
El Foro Penal, anteriormente conocido como Foro Penal Venezolano, es una organización no gubernamental (ONG) venezolana de derechos humanos que presta asistencia jurídica pro bono a personas detenidas arbitrariamente y a sus familiares. La organización está conformada por coordinadores regionales por cada estado de Venezuela, abogados a nivel nacional que se desempeñan como colaboradores eventuales y una red de más de cinco mil voluntarios, activistas defensores de derechos humanos, conocidos como «defensores activos». La organización publica informes documentando la cantidad de detenciones arbitrarias y de presos políticos en Venezuela, cifras que son certificadas por la Organización de Estados Americanos.

## Estructura
Foro Penal está constituido como una asociación civil conformada por coordinadores regionales por cada estado de Venezuela, abogados a nivel nacional que se desempeñan como colaboradores eventuales y una red de más de cinco mil voluntarios, activistas no abogados, conocidos como «defensores activos». La junta directiva de Foro Penal está constituida por Alfredo Romero, director presidente y Gonzalo Himiob, director vicepresidente.
La organización publica informes documentando la cantidad de detenciones arbitrarias y de presos políticos en Venezuela, cifras que son certificadas por la Organización de Estados Americanos.

## Historia
En 2002 los abogados Alfredo Romero y Gonzalo Himiob fundan la organización no gubernamental VIVE (Víctimas Venezolanas de Violaciones a los Derechos Humanos) en respuesta a las violaciones a los derechos humanos ocurridos durante los sucesos de Puente Llaguno en Caracas el 11 de abril. Los abogados Carlos Bastidas Espinoza, Mónica Fernández y otros colegas fundan la ONG Foro Penal Venezolano, y ambas organizaciones se fusionarían posteriormente para crear al Foro Penal. El Foro Penal fue la primera organización en ir a la recién fundada Corte Penal Internacional para denunciar que en Venezuela se estaban cometiendo crímenes de lesa humanidad.
En 2008 la organización exigió ante el Tribunal Supremo de Justicia la anulación de la Ley de Inteligencia y Contrainteligencia Militar, conocida popularmente como la «Ley Sapo», la cual establecía la obligación para cualquier persona a cumplir con tareas de inteligencia en caso de ser solicitado por las autoridades.
Durante la huelga de hambre de estudiantes de 2009, el Foro Penal había asumido la defensa de los 47 presos políticos que había para ese año y le solicitó a la Comisión Interamericana de Derechos Humanos (CIDH) «constate la situación de atropellos e ilegalidades en los casos de detenidos, procesados y perseguidos por su posición política». Alfredo Romero, portavoz de la organización, informó que Venezuela era el único país latinoamericano que rechazaba recibir a la CIDH junto con Cuba. Foro Penal estimó que para entonces 2.200 personas habían sido imputadas por participar en protestas, entre ellas 500 estudiantes.
El Foro Penal estimó que entre el 4 de febrero y el 22 de octubre de 2014 se produjeron 3383 arrestos arbitrarios relacionados con las protestas en el país. La organización también denunció y documentó tortura durante las protestas, incluyendo golpizas y descargas eléctricas. Para finales de abril de ese año había documentado 70 casos de abusos contra detenidos; Gonzalo Himiob declaró que los abusos eran continuos y sistemáticos, y que el maltrato contra los presos era muy similar en todas las partes del país. Debido a la «meticulosa» documentación de las violaciones de derechos humanos cometidas durante las protestas de 2014 y por mostrarlas a la comunidad internacional, el Departamento de Estado de los Estados Unidos le concedió su premio anual de Defensores de los Derechos Humanos a Foro Penal. Para la fecha la ONG contaba con una red nacional de más de 200 abogados pro bono y 1 000 activistas de derechos humanos. El Foro Penal también ha representado a Marvinia Jiménez, quien fue agredida por funcionarios de la Guardia Nacional Bolivariana ese año.

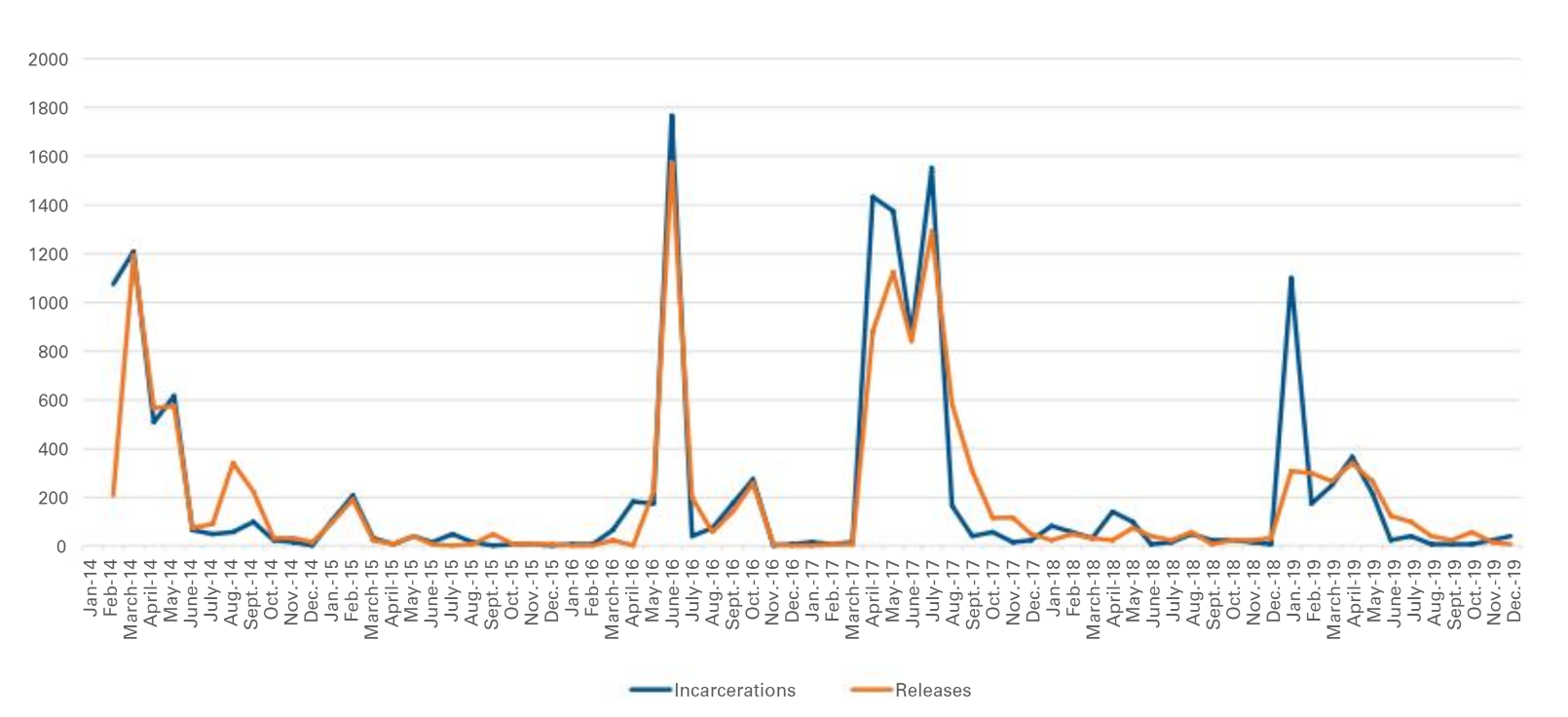
Gráfica de las detenciones y liberaciones en Venezuela registradas por el Foro Penal entre 2014 y 2019 ilustrando el efecto de la puerta giratoria.
Arrestos
Excarcelaciones

La organización solicitó ante la Comisión Interamericana de Derechos Humanos (CIDH) medidas cautelares de protección a favor de Lorent Saleh y Gerardo Carrero, recluidos en «La Tumba» del Servicio Bolivariano de Inteligencia, pidiéndole al organismo que requiriera al gobierno venezolano la protección de su vida e integridad personal. La CIDH concedió dichas medidas el 2 de marzo de 2015.
En 2017, la organización publicó un informe en conjunto a Human Rights Watch documentando detenciones arbitrarias, tortura y uso excesivo de la fuerza durante las protestas en Venezuela de 2017. Entre el 1 de enero y el 31 de octubre, la organización registró 5 511 arrestos con fines políticos, la cifra más elevada de detenidos en un año. Un reporte elaborado por la organización en conjunto con el Centro Robert F. Kennedy de Derecho Humanos documentó que 200 casos de desapariciones forzosas en 2018 aumentó a 524 en 2019, atribuido a un aumento en las protestas. El análisis concluyó que la desaparición promedio duraba cinco días, sugiriendo que el gobierno quería evitar el escrutinio que podía presentarse con detenciones a gran escala y a largo plazo.
Entre los presos políticos representados por el Foro Penal se encuentran Alejandro Peña Esclusa, Lorent Saleh, Antonio Garbi, Lisbeth Añez, Wuilly Arteaga, Jesús Medina Ezaine, José Alberto Marulanda, Karen Palacios, Salvador Fernando Franco Pérez y Javier Tarazona, entre otros. En 2018 Foro Penal estrenó un documental sobre la historia de la organización, «Que se haga justicia. La historia del Foro Penal en Venezuela».
Para 2021, tanto Alfredo Romero y Gonzalo Himiob estaban acreditados como abogados en la Corte Penal Internacional.

Durante los sucesos postpresidenciales el 29 de julio de 2024 Foro Penal dio un primer informe, emitió un balance  donde contabilizó 6 muertos y 132 heridos, ocurridos el día 29 de julio.

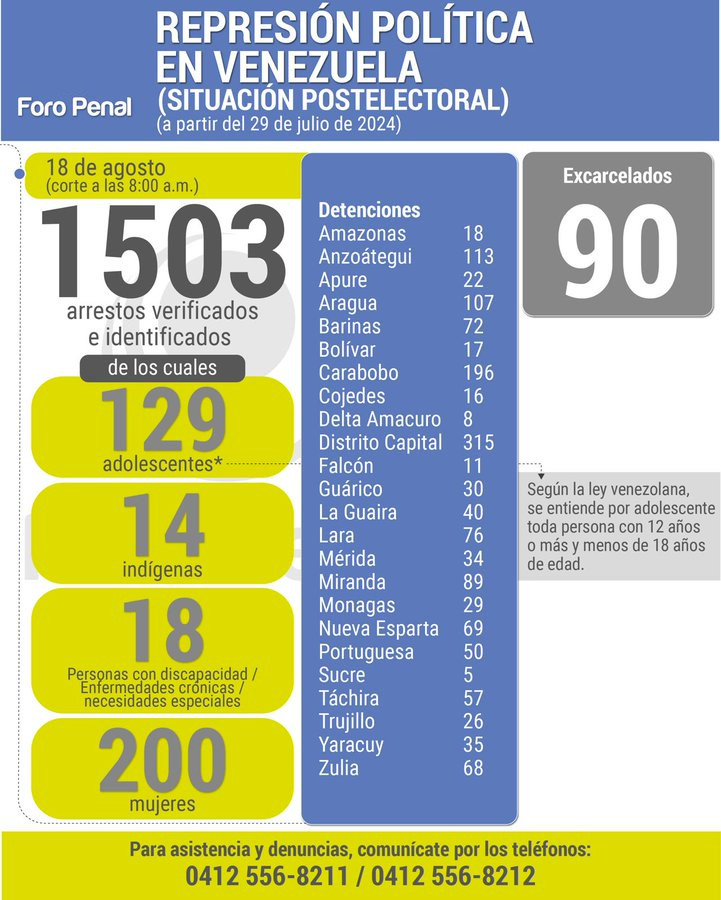
Balance de la ONG Foro Penal de la represión postelectoral verificada para las 8:00 a.m. del 18 de agosto.

El 10 de agosto de 2024 Foro Penal que lidera la defensa de los considerados presos políticos en el país, denunció que persisten 1,303 arrestos verificados, producidos en la situación pos-electoral, lo que incluye a 170 mujeres, 116 adolescentes, 14 indígenas y 16 personas con alguna discapacidad.El 18 de agosto en un tercer reporte Foro Penal informó que a contabilizado 1.503 arrestos «verificados e identificados», desde el 29 de julio, día siguiente a las elecciones presidenciales. Entre los detenidos hay además 129 adolescentes «de entre 14 y 17 años», 14 indígenas, 18 personas con discapacidad y 200 mujeres según la clasificación del organismo.  El 11 de septiembre Foro Penal informó en su último reporte la detención de 1,808 personas por motivos políticos luego de las elecciones presidenciales de los cuales 157 son militares y 1,651 son civiles, 60 son menores de edad y 226 son mujeres.

## Ataques y hostigamiento
En 2008, Mónica Fernández sufrió un atentado en el que recibió un disparo en la espalda, el cual a pesar de estar muy cerca de la columna vertebral no causó daños mayores. Alfredo Romero ha sido criminalizado en múltiples oportunidades por funcionarios del estado y en programas en medios públicos, particularmente en el programa «Con el Mazo Dando» de Diosdado Cabello, ha recibido amenazas contra su integridad y vida, ha sido objeto de acoso en aeropuertos nacionales y ha denunciado la intervención ilegal de las comunicaciones de Foro Penal. Alfredo tiene una medida cautelar de protección dictada por la Comisión Interamericana de Derechos Humanos (CIDH) desde el 17 de marzo de 2015. Durante la entrevista a Nicolás Maduro en 2017 realizada por el periodista español Jordi Évole del programa Salvados, acusó al Foro Penal de estar financiado por Estados Unidos junto con otras organizaciones como Transparencia Internacional y Caritas, además de «estar dirigida por delincuentes».

## Reconocimientos
Foro Penal ha sido galardonado con varios reconocimientos tanto nacionales como internacionales, incluyendo el premio otorgado por el Departamento de Estado de Estados Unidos a defensores de derechos humanos en julio de 2015, la condecoración a Foro Penal Zulia por parte del Colegio de Abogados del estado en agosto de 2015 y el premio otorgado por el Colegio de Abogados de Barcelona, España, en febrero de 2016. El director de la organización, Alfredo Romero, fue galardonado con el Premio de Derechos Humanos Robert F. Kennedy en 2017. La organización ha sido nominada al Premio Nobel de la Paz en 2015 y en 2016. En 2024 Foro Penal fue reconocido en Estados Unidos en la categoría “defensores de la libertad” como guardianes que cuidan el respeto a los Derechos Humanos.